# Siervas de la Divina Misericordia
El Instituto Siervas de la Divina Misericordia es un instituto secular femenino de derecho pontificio fundado por el sacerdote italiano Domenico Labellarte en 1943. A sus miembros se les conoce como Siervas de la Divina Misericordia y viven como consagradas en el mundo secular de sus actividades.

## Historia
Las Siervas de la Divina Misericordia fueron fundadas en 1943 por el sacerdote italiano Domenico Labellarte, en San Giovanni Rotondo (Foggia), como parte de la Obra de la Divina Misericordia, con el fin de vivir el sacerdocio común de los cristianos, a través del apostolado laical, específicamente en la ayuda de la pastoral parroquial. El 26 de julio de 1967 fueron aprobadas como instituto secular de derecho diocesano. Labellarte, en la redacción de las constituciones del nuevo instituto, recibió la colaboración de Pío de Pietrelcina. En momentos de desánimo, al ver que su obra no arrancaba y tenía muchas dificultades, fue de gran ayuda para el fundador los consejos de Esperanza de Jesús.
El papa Pablo VI aprobó a las siervas como instituto secular de derecho pontificio, e 15 de agosto de 1972, y la Santa Sede dio la aprobación definitiva de sus Constituciones en 1872.

## Organización
Las Siervas de la Divina Misericordia forman un instituto secular centralizado, cuyo gobierno recae en el presidente general. La sede central se encuentra en San Giovanni Rotondo (Italia).
Las siervas son consagradas y seculares, viven en sus ambientes de trabajo, estudio y familia, la vida ordinaria de los laicos, pero consagrando sus vidas a Dios por medio de los consejos evangélicos de obediencia, castidad y pobreza. Están presentes en Alemania, Italia y Polonia.
El Instituto Siervas de la Divina Misericordia es miembro de la Obra de la Divina Misericordia, de la cual forman parte otros institutos seculares fundados por Domenico Labellarte: los Siervos de la Divina Misericordia (sacerdotes), los Apóstoles de la Jesús Crucificado (rama masculina laical) y las Apóstoles de Jesús Crucificado (rama femenina).